# Непал на Зимским олимпијским играма 2006.
Непалу је ово било друго учешће на Зимским олимпијским играма. Делегацију Непала, на Зимским олимпијским играма 2006. у Торину представљао је 1 такмичар који је учествовао у скијашком трчању.
Заставу Непала на свечаном отварању Олимпијских игара 2006. носио је једини такмичар Дахири Шерпа.
Непалски олимпијски тим је остао у групи екипа које нису освојиле медаље на Зимским олимпијским играма.

## Скијашко трчање
| Такмичар     | Дисциплина     | Резултат | Заостатак | Место/уч.(укуп.) | Детаљи |
| ------------ | -------------- | -------- | --------- | ---------------- | ------ |
| Дахири Шерпа | 15 км класично | 56:47,1  | 18:45,8   | 94 / 96 (99)     |        |